# Matar al mensajero
Matar al mensajero es una frase metafórica que se refiere al acto de culpar a una persona que trae malas noticias en vez del autor de las mismas. Anteriormente, los mensajes eran enviados por un emisario humano. A veces, durante la guerra, por ejemplo, se enviaba a un emisario desde un campamento enemigo. Un combatiente provocado fácilmente después de haber recibido dichas noticias podía desquitar su ira con más facilidad en el mensajero que en el responsable de las malas noticias.
Atacar al mensajero es una subdivisión de la falacia lógica ad hominem.[cita requerida]

## Origen del término
La obra Vidas paralelas de Plutarco contiene la siguiente línea: «El primer mensajero que dio la noticia sobre la llegada de Lúculo estuvo tan lejos de complacer a Tigranes que éste le cortó la cabeza por sus sufrimientos; y sin ningún hombre atreverse a llevar más información, y sin ninguna inteligencia del todo, Tigranes se sentó mientras la guerra crecía a su alrededor, dando oído sólo a aquellos que lo halagaran...».
El consejo «No mates al mensajero» fue expresado (muy oblicuamente) por Shakespeare en la segunda parte de su obra Enrique IV (1598), así como en Antonio y Cleopatra. Cuando se le dice que Antonio se ha casado con otra mujer, Cleopatra amenaza con tratar los ojos del mensajero como pelotas, a lo que este responde: «Graciosa señora, yo que traigo las noticias no he hecho a la pareja». Mucho antes de eso, un sentimiento parecido fue expresado en la Antígona de Sófocles cuando se dice: «Nadie ama al mensajero que trae malas noticias».
Una analogía de la frase puede venir de la violación de un código de conducta invisible de guerra, donde se esperaba que un oficial a mando recibiera y devolviera intactos a los mensajeros y emisarios diplomáticos enviados por el enemigo. Durante el período de los Reinos Combatientes en China, el concepto de virtud y caballerosidad previno las ejecuciones de los mensajeros enviados por lados opuestos.[cita requerida]
El término también se refería al pregonero del pueblo, un oficial de la corte que decía los pronunciamientos en el nombre del monarca. Esto incluía malas noticias tales como aumento de impuestos. Agredir a un heraldo era considerado como un acto de traición.

## Freud y la defensa
Sigmund Freud consideraba el hecho de matar al mensajero como «un caso marginal de este tipo de defensa (…) para enfrentar lo insoportable», citando como ejemplo «el famoso lamento de los moros españoles Ay de mi Alhama», el cual relata como el rey Boabdil recibe la noticia de la caída de Alhama. El rey siente que su pérdida significa el fin de su mandato, pero no lo permitirá convertirse realidad, por lo que «tiró las cartas al fuego y mató al mensajero».
Freud agrega que otro factor determinante fue la necesidad de combatir su sentimiento de inutilidad. Al quemar las cartas y matar al mensajero, Boabdil todavía estaba intentando demostrar su poder absoluto.

## Aplicación actual
Una versión moderna de la expresión se puede apreciar cuando las personas culpan a los medios de comunicación por dar malas noticias sobre una causa, persona u organización favorecida, entre otros. El hecho de que matar al mensajero es una respuesta emocional momentánea hacia noticias no bienvenidas prevalece, pero no es un método muy efectivo para mantenerse bien informado.
Las reacciones a la organización alertadora WikiLeaks resultó en llamados de no matar al mensajero.

## Frases similares
Una expresión sintácticamente similar es «No le disparen al pianista; lo hace lo mejor que puede». Se originó alrededor de 1860 en el Salvaje Oeste de los Estados Unidos. Durante su tour a los Estados Unidos, Oscar Wilde vio este dicho en un aviso en una taberna en Leadville, Colorado. Esta frase, al igual que varios dichos ingeniosos de esa época, es a veces atribuida a Mark Twain, pero tanto Wilde como Twain nunca reivindicaron su autoría.[cita requerida]
Expresiones alternativas:
- «Disparar al mensajero»
- «Atacar al mensajero»
- «Culpar al portador de malas noticias»